# ENAER
ENAER (Empresa Nacional de Aeronáutica de Chile) ist ein Flugzeughersteller aus Chile.
Die Wurzeln von ENAER liegen bereits im Jahr 1930, damals noch unter den Namen Maestranza Central de Aviación de la Fuerza Aérea Nacional. Hauptaufgabe war die Wartung der staatlichen Flugzeuge.
Die ENAER selbst wurde am 16. März 1984 als Teil der chilenischen Luftwaffe FACh gegründet. Trotz ihrer staatlichen Ursprünge arbeitet sie als autonomer Flugzeughersteller. Sie ist die einzige Flugzeugfabrik in Chile. Die Hauptaufgaben von ENAER sind die Entwicklung eigener militärischer und ziviler Flugzeugtypen, die Herstellung von Flugzeugteilen und die Wartung von Flugzeugen. Sie arbeitet dabei eng mit dem spanischen Flugzeughersteller CASA zusammen.

## Flugzeugbau

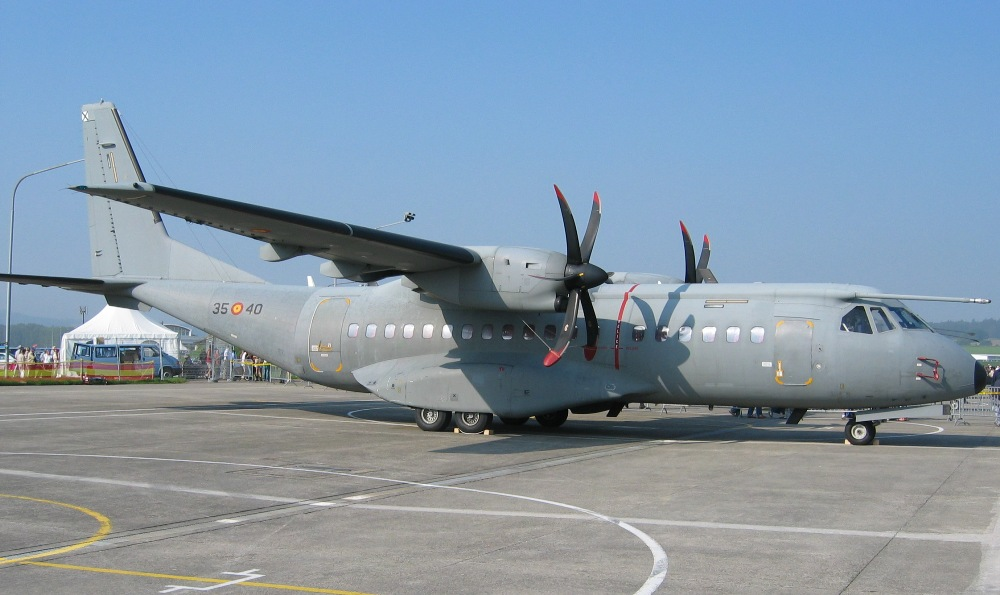
Teileproduktion für die Casa C-295

Die ENAER hat eine Reihe von eigenen Flugzeugen entwickelt, sowie Flugzeuge von Fremdherstellern modifiziert:
- Enaer T-35 Pillán, ein einmotoriges Ausbildungsflugzeug
- Enaer Eaglet, ein einmotoriges Ausbildungs- und Reiseflugzeug
- Enaer Pantera, Düsenjäger auf Basis der israelischen I.A.I. Kfir, einer Mirage 50-Variante

Die chilenische Luftwaffe ersetzte ihre alten Ausbildungsflugzeuge Beechcraft T-34 Mentor durch die moderneren Enaer T-35 Pillán.
Die Enaer T-35 Pillán ist ein sehr erfolgreiches Exportmodell und wird in viele süd- und mittelamerikanische Länder exportiert. Zu diesen Ländern gehören El Salvador, Guatemala, Panama, Paraguay und die Dominikanische Republik, sowie in Europa Spanien. Eine ganze Reihe von Ländern lassen ihre Maschinen bei ENAER warten bzw. modifizieren, beispielsweise die Luftwaffe von Uruguay.

## Zusammenarbeit mit Fremdherstellern
Chile arbeitet eng mit der spanischen und israelischen Luftfahrtindustrie zusammen. Die chilenische Luftwaffe setzt eine Reihe von CASA-Typen ein. ENAER fertigt Teile der CASA-Typen Casa CN 235 und CASA C 295. Auch Teile für die Flieger Falcon 900 und 2000 von Dassault Aviation und ERJ-135/145 von der brasilianischen Embraer werden von ENAER gefertigt. ENAER ist auch einer der Hauptlieferanten von Strukturen für die Eclipse 500 von Eclipse Aviation aus den USA.
Für die F-16-Kampfjets der Lockheed Martin werden derzeit Ersatzteile angefertigt, sowie, unter Lizenz, C-130 Transporter in allen Bereichen generalüberholt und modernisiert.
Für Israel werden hauptsächlich Flugzeuge vom Typ F-5E Tiger II aufgerüstet, und im elektronischen Bereich gewartet.
Im zivilen Bereich wartet ENAER Flugzeuge der Boeing, hauptsächlich Maschinen vom Typ Boeing 737.
Im April 2008 unterzeichnete das Unternehmen einen Vertrag mit dem italienischen Hersteller Alenia Aermacchi für gemeinsame Produktion in Südamerika. Die Flugzeuge Alenia Aermacchi M-346 Master und M-311 werden ab 2012 bei ENAER gefertigt.